# Artur Egon Bratu
Arthur Egon Bratu (* 30. März 1910 in Offenbach am Main; † 9. Dezember 1993 in Darmstadt) war ein deutscher Erziehungswissenschaftler, Politiker und Leiter der Landeszentrale für Politische Bildung in Hessen.

## Leben
Artur Egon Bratu wurde im März 1910 in Offenbach am Main als Sohn eines Arbeiters geboren. Nach dem Abitur, das er am Bensheimer Aufbaugymnasium erhielt, begann Bratu 1929 ein Lehramtsstudium an der TH Darmstadt, das er in Frankfurt fortsetzte. Er gründete in Darmstadt die Sozialistische Studentenvereinigung. Bratu wurde bereits 1925 Mitglied der Sozialistischen Arbeiterjugend und trat 1929 in die SPD ein. Nach Abschluss des Studiums mit der ersten Staatsprüfung 1931 wurde er Lehramtsanwärter und gehörte seit 1932 der Allgemeinen Freien Lehrergewerkschaft Deutschlands (AFLD). an. Er war zudem Mitarbeiter der Parteipresse der SPD und zusammen mit Carlo Mierendorff Mitgründer der Kreise junger Sozialdemokraten in Hessen.
Wegen seiner vielfältigen politischen Aktivitäten wurde er 1933 aufgrund des Gesetzes zur Wiederherstellung des Berufsbeamtentums von den Nationalsozialisten aus dem Schuldienst entfernt. Am 30. März 1933 emigrierte er nach Belgien, wo er Erziehungswissenschaften an der Universite Libre de Bruxelles studierte. Er war Mitarbeiter im Verband deutscher Lehreremigranten und technischer Sekretär des Internationalen Berufssekretariats der Lehrer (IBSL). Bis 1940 arbeitete er mit westeuropäischen Widerstandsgruppen und der belgischen Arbeiterpartei zusammen. Zuletzt war er Leiter eines staatlichen Flüchtlingslagers in Exaerde. Bereits im Juli 1938 wurde ihm die Deutsche Staatsbürgerschaft entzogen. Im Mai 1940 flüchtete Bratu in einem Fischerboot nach Großbritannien und trat, nach seiner Internierung, ab November 1940 in die britische Armee ein. Im Zweiten Weltkrieg wurde er als englischer Geheimdienstoffizier in seiner früheren Heimat eingesetzt.
Nach Kriegsende kehrte Bratu, der inzwischen auch die britische Staatsbürgerschaft besaß, Anfang 1947 mit seiner Frau Ruth Bratu geb. Theiner nach Deutschland zurück und war von 1947 bis 1949 öffentlicher Ankläger in den Entnazifizierungsverfahren in Darmstadt. Sein politisches Engagement galt der Bildungspolitik. Seit Juni 1949 war er Stadtschulrat in Darmstadt. Von 1952 bis 1956 war er Stadtverordneter der SPD und von 1956 bis 1960 ehrenamtlicher Stadtrat und Schuldezernent, später Schulrat in Groß-Gerau und Büdingen. In dieser Funktion setzte er sich für den Wiederaufbau der zerstörten Schulen in Darmstadt und Umgebung ein. 1955 war er neben Gustav Feick für den Coup mitverantwortlich, die acht Millionen Mark, die das Land Hessen als Zuschuss eigentlich für den Wiederaufbau des alten Theaters gedacht hatte, in den Schulneubau umzulenken. In seiner Zeit in Darmstadt setzte er sich auch für die Schaffung und Erweiterung von Städtepartnerschaften ein. 1967 wurde er zum Bundesvorsitzenden der Arbeitsgemeinschaft Sozialdemokratischer Lehrer in der SPD und Vizepräsident der Internationalen Union sozialdemokratischer Lehrer gewählt. Von 1970 bis 1977 leitete er als Direktor die Hessische Landeszentrale für politische Bildung in Wiesbaden.
Artur E. Bratu starb im Alter von 83 Jahren in Darmstadt. Seine Grabstätte befindet sich auf dem jüdischen Friedhof in Prag. Er war mit Ruth Bratu geb. Theiner (1923–2000) verheiratet. Sie wurde in Tel Aviv geboren und übersiedelte 1927 mit den aus Böhmen stammenden jüdischen, deutschsprachigen Eltern und der Schwester Esther nach Prag. Mit einem Kindertransport gelangte sie und ihre Schwester 1939 nach England. Sie lernte Schneiderin und heiratete um 1943 in England Ernst Pelzer. Die Ehe wurde später geschieden. 1947 heiratete sie in Offenbach Artur E. Bratu. Aus dieser Ehe gingen die Kinder Miriam (1949–2011) und Micha (1955–2011) hervor. Nach ihrer Rückkehr 1946/1947 nach Deutschland im Dienste der amerikanischen Militärregierung und der Niederlassung in Darmstadt war Ruth Bratu einige Jahre Mitglied im Vorstand der jüdischen Gemeinde Darmstadt und 1954 Mitgründerin der dortigen Gesellschaft für Christlich-Jüdische Zusammenarbeit.

## Ehrungen
- Silberne Verdienstplakette der Stadt Darmstadt
- 1970: Johann-Heinrich-Merck-Ehrung der Stadt Darmstadt
- Bundesverdienstkreuz Erster Klasse
- 1999 wurde die Bratustraße im Europaviertel in Darmstadt nach ihm benannt.

## Veröffentlichungen
- Zur Lage der deutschen Landschule, Hannover 1967.